# 阿勒弗莱德·福舍
阿勒弗莱德·福舍（Alfred Foucher，1865---1952），法国梵文学者，佛学专家，艺术史学家。
1888年取得国家教师资格，1895年以《佛陀传奇之画面》论文在高等研究大学取得博士学位，1904年被任命为法国远东学院院长，1905年以《犍陀罗希腊-佛教艺术》取得国家博士学位，1928年当选为法兰西文学院院士。

## 著作：
- 《根據新資料對印度佛像的研究》，巴黎，1900；
- 《根據未發表的文章對印度佛像的研究》，巴黎，勒戶出版社，1905；
- 《犍陀羅希臘-佛教藝術》巴黎，國家印刷社，1905、1951；
- 《佛教考古評述》，巴黎，1909；
- 《玄奘在阿富汗路線圖評述》，巴黎，1926；
- 《叁契（Sâñchî）歷史古跡》，跟約翰·馬歇爾合著，三卷，德里，1939；
- 《從巴克特里亚（Bactres）到塔克西拉 (Taxila) 的印度古路》，跟巴贊-福舍合著，兩卷，巴黎，1942-1947；
- 《印度體系與邏輯基礎知識：阿难跋陀（Annam-Bhatta）的思择纲要(Tarka-samgraha)》巴黎，1949；
- 《佛陀的一生》，巴黎，1949；
- 《佛陀的前世》，巴黎，1955。